# Peter Bosz
Peter Sylvester Bosz (Apeldoorn, 21 november 1963) is een Nederlands voetbaltrainer en voormalig voetballer. Als speler kwam hij uit voor onder meer Vitesse, Feyenoord, SC Toulon en JEF United. Na zijn spelerscarrière werd Bosz trainer en technisch manager. Hij fungeerde als hoofdtrainer van De Graafschap, Heracles Almelo, Vitesse, Maccabi Tel Aviv, Ajax, Borussia Dortmund, Bayer Leverkusen en Olympique Lyonnais. Sinds de zomer van 2023 is hij de hoofdtrainer van PSV.

## Spelerscarrière
Als speler begon Bosz bij de amateurs van OBV en Apeldoornse Boys, voordat hij naar de jeugd van Vitesse vertrok en ging studeren aan het CIOS in Arnhem. Bij Vitesse weigerde hij een voorgelegd contract te tekenen, omdat hij in zijn contract per se een clausule wilde, die hem na afloop van het contract transfervrij zou verklaren. Door dit conflict keerde Bosz in 1984 terug naar de amateurs van AGOVV, omdat na twee jaar de transferrechten van de club zouden vervallen. Uiteindelijk ging hij na een seizoen alweer om tafel met Vitesse, waarna hij met geleend geld van vrienden en familie zijn eigen transferrechten terugkocht. Die zomer tekende hij bij RKC Waalwijk een driejarig contract, met daarin de voorwaarde dat na afloop van het contract een transfervergoeding van 25 duizend gulden voldoende was. In ruil hiervoor maakte de club de 25 duizend gulden die hij reeds had voorgeschoten over aan Bosz. Bosz maakte uiteindelijk zijn contract vol bij RKC, waarmee hij in 1988 kampioen werd in de Eerste divisie.
Hierna verkaste de Apeldoorner, voor de gelimiteerde transfersom, naar Frankrijk, waar hij voor SC Toulon, dat eerder bot ving bij John Bosman, ging spelen. In zijn vijfjarige contract liet hij dit keer een gelimiteerde transfersom opnemen van 150 duizend frank, ongeveer 50 duizend gulden, als hij minstens drie jaar bij de club zou blijven. Bij Toulon speelde hij samen met de Nederlander John Lammers. In oktober 1990 deed de Franse FIOD een inval bij de club, waarna de hoofdcoach, die tevens technisch directeur was, samen met een aantal andere stafleden, ruim 100 dagen in voorarrest zat. Ondanks de chaos die dit veroorzaakte, wist de assistent-trainer met de spelers de club kantje boord te redden van degradatie. De club kreeg een transferverbod opgelegd, maar dankzij de clausule in het contract van Bosz had hij als enige toch de mogelijkheid de club te verlaten.
Feyenoord haalde hem in 1991 terug naar Nederland. Hij tekende hier een contract voor drie jaar. De club betaalde de gelimiteerde transfersom van 50 duizend gulden. Hij liet dit keer geen gelimiteerde transfersom vastleggen in zijn contract, maar gokte op een verlaging van de leeftijd waarop spelers transfervrij gesteld werden, en liet een percentage vastleggen dat hij zou meeprofiteren bij een eventuele transfer. In Rotterdam won Bosz eenmaal de landstitel (1993) en driemaal de beker (1992, 1994 en 1995). In de zomer van 1996 vertrok Bosz uit De Kuip om achtereenvolgens voor JEF United (Japan), Hansa Rostock (Duitsland), NAC en weer JEF United uit te komen. Bij iedere club bleef hij slechts één seizoen. Bosz beëindigde zijn spelersloopbaan in november 1999.
In maart 1988, toen hij nog in de Eerste divisie uitkwam voor RKC Waalwijk, werd Bosz door toenmalig bondscoach Rinus Michels geselecteerd voor het Nederlands elftal voor een interland tegen Engeland. Het zou echter tot 1991 duren voor Bosz zijn debuut zou maken, wederom onder Michels. Uiteindelijk speelde Bosz acht interlands. Hij maakte onderdeel uit van de Oranje-selectie voor het EK 1992.
| Interlands van Peter Bosz voor Nederland | Interlands van Peter Bosz voor Nederland | Interlands van Peter Bosz voor Nederland | Interlands van Peter Bosz voor Nederland | Interlands van Peter Bosz voor Nederland | Interlands van Peter Bosz voor Nederland |
| №                                        | Datum                                    | Wedstrijd                                | Uitslag                                  | Competitie                               | Goals                                    |
| Als speler van Feyenoord                 | Als speler van Feyenoord                 | Als speler van Feyenoord                 | Als speler van Feyenoord                 | Als speler van Feyenoord                 | Als speler van Feyenoord                 |
| ---------------------------------------- | ---------------------------------------- | ---------------------------------------- | ---------------------------------------- | ---------------------------------------- | ---------------------------------------- |
| 1                                        | 4 december 1991                          | Griekenland – Nederland                  | 0 – 2                                    | EK-kwalificatie                          | 0                                        |
| 2                                        | 12 februari 1992                         | Portugal – Nederland                     | 2 – 0                                    | Vriendschappelijk                        | 0                                        |
| 3                                        | 25 maart 1992                            | Nederland – Joegoslavië                  | 2 – 0                                    | Vriendschappelijk                        | 0                                        |
| 4                                        | 27 mei 1992                              | Nederland – Oostenrijk                   | 3 – 2                                    | Vriendschappelijk                        | 0                                        |
| 5                                        | 30 mei 1992                              | Nederland – Wales                        | 4 – 0                                    | Vriendschappelijk                        | 0                                        |
| 6                                        | 18 juni 1992                             | Duitsland – Nederland                    | 1 – 3                                    | EK-eindronde                             | 0                                        |
| 7                                        | 22 mei 1995                              | Nederland – Portugal                     | 0 – 1                                    | Vriendschappelijk                        | 0                                        |
| 8                                        | 26 april 1995                            | Tsjechië – Nederland                     | 3 – 1                                    | EK-kwalificatie                          | 0                                        |

## Trainerscarrière

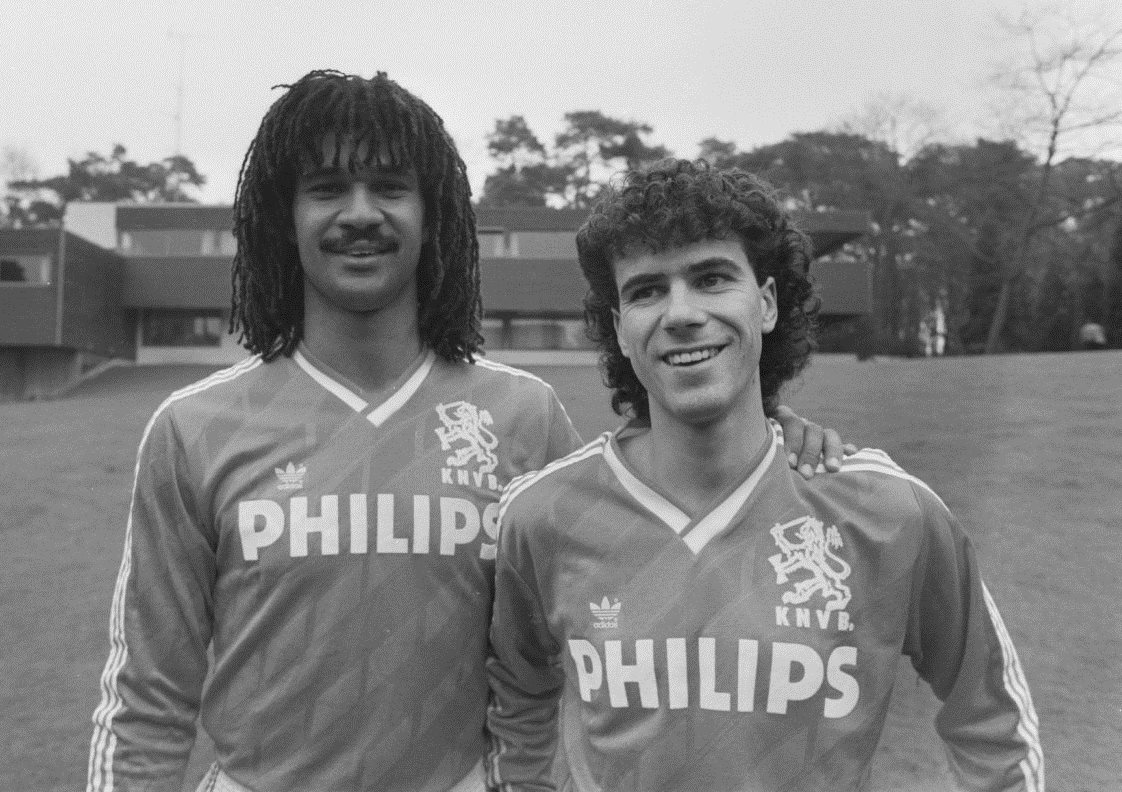
Ruud Gullit en Peter Bosz (rechts) in 1988.

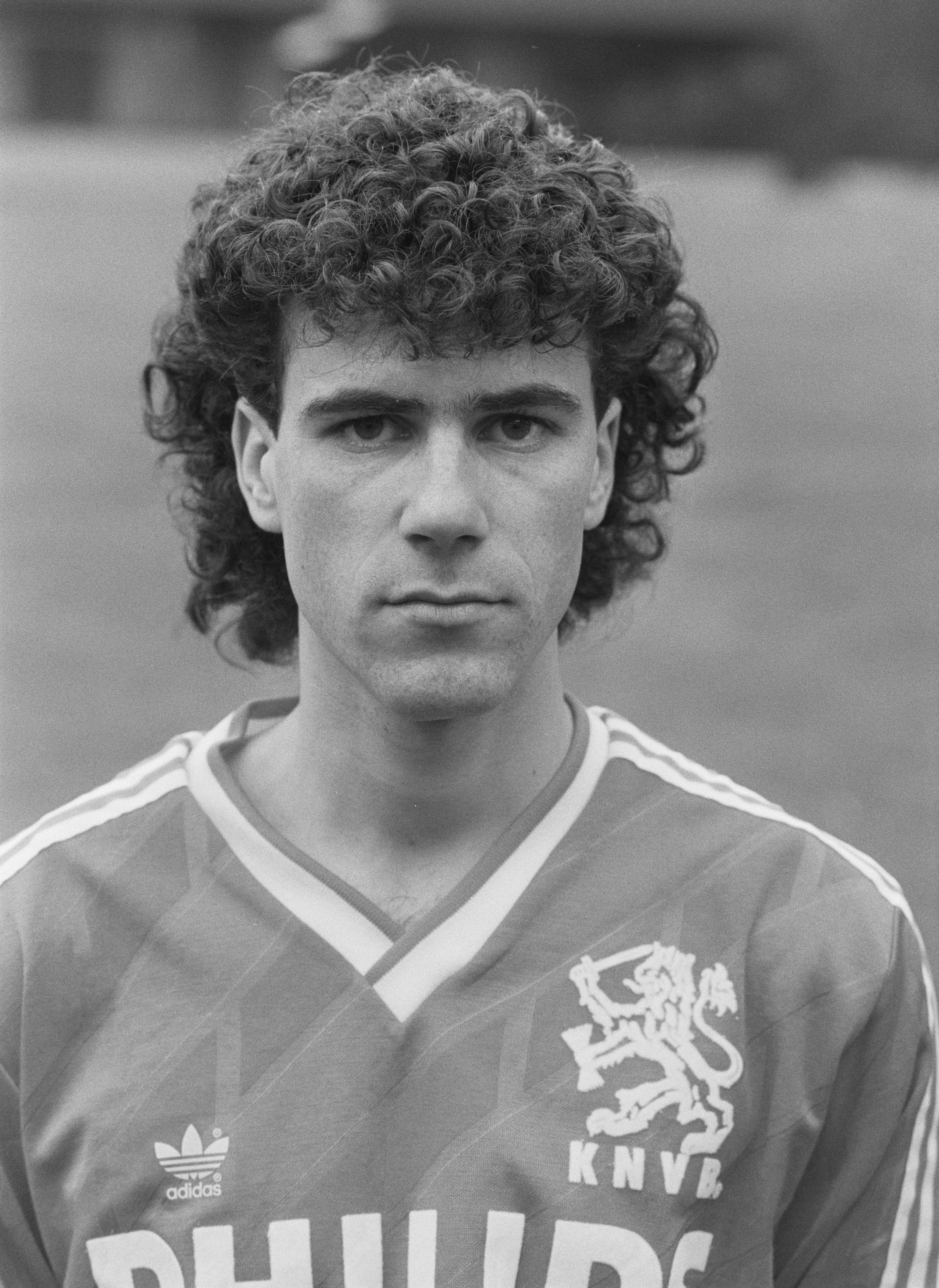
Bosz kwam acht keer uit voor Oranje.

### Start van zijn trainerscarrière
Kort na zijn afscheid als voetballer begon Bosz zijn loopbaan als trainer bij de amateurs van AGOVV. In het seizoen 2001/02 werd AGOVV kampioen in de Hoofdklasse C en later ook algeheel amateurkampioen van Nederland. Vervolgens ging hij bij De Graafschap aan de slag. Bij de Doetinchemmers maakte Bosz zijn debuut als hoofdtrainer in het betaald voetbal. Hij wilde met De Graafschap verzorgd voetbal gaan spelen, maar deze overtuiging bleek een misrekening. De Superboeren verkeerden het gehele seizoen in degradatienood. Uiteindelijk eindigde de club op de achttiende en laatste plaats in de eindrangschikking, waardoor degradatie naar de Eerste divisie een feit was.

### Heracles Almelo
Na de degradatie met De Graafschap vertrok Bosz naar Heracles Almelo. Met Heracles werd hij kampioen van de Eerste divisie en promoveerde met de club naar de Eredivisie. Tevens werd Bosz na het het seizoen 2004/05 genomineerd voor de Rinus Michels Award. PSV-Coach Guus Hiddink werd uiteindelijk verkozen tot winnaar. In het seizoen 2005/06 wist Bosz de club voor de Eredivisie te behouden, mede dankzij gelijke spelen tegen kampioenskandidaten PSV, Ajax en AZ. In het bekertoernooi won de club weliswaar in de eerste ronde van de amateurs van RKSV DCG uit Amsterdam, maar Heracles werd door de KNVB gediskwalificeerd vanwege het opstellen van een niet-speelgerechtigde speler, te weten Sergio Hellings.
Na twee seizoenen bij Heracles verruilde Bosz zijn functie van hoofdtrainer voor de functie van technisch manager bij Feyenoord. Toen trainer Gertjan Verbeek ontslagen werd, verklaarden assistent Wim Jansen en Bosz zich solidair met Verbeek en stapten op.
In 2010 keerde Bosz terug op het oude nest. Onder zijn leiding eindigde Heracles in 2010/11 op de achtste plaats in de eindrangschikking. In de daaropvolgende play-offs voor deelname aan de kwalificatieronde voor de UEFA Europa League verloor de club vervolgens twee duels van FC Groningen. In het bekertoernooi blameerde de club zich door in de vierde ronde te verliezen van de amateurs van Achilles '29: 5-3. In het seizoen 2011/12 verloor Bosz met Heracles de finale van de KNVB Beker met 3–0 van PSV. Na afloop van het seizoen werd Bosz genomineerd voor de Rinus Michels Award. Feyenoord-coach Ronald Koeman ging er uiteindelijk met de prijs vandoor.

### Vitesse

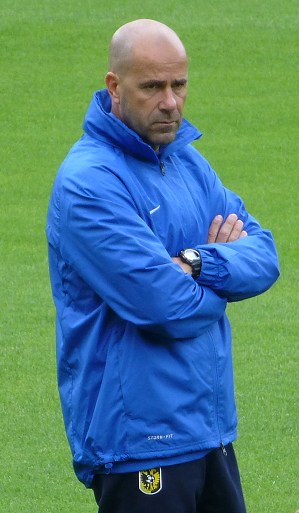
Bosz als hoofdtrainer van Vitesse

Met ingang van het seizoen 2013/14 werd hij trainer van Vitesse. Hij volgde daar Fred Rutten op. Bosz begon de competitie goed en was precies halverwege het seizoen, na 17 speelronden, koploper en daarmee winterkampioen. In de laatste wedstrijd voor de winterstop kwam Ajax na een gelijkspel van Vitesse langszij en viel Vitesse op doelsaldo terug naar plek twee. Door een slechte tweede seizoenshelft eindigde Vitesse op de zesde plaats, waardoor Vitesse moest deelnemen aan de play-offs om zich nog te kunnen plaatsen voor Europees voetbal. In de eerste ronde bleek FC Groningen over twee wedstrijden te sterk.
In zijn tweede seizoen werd Vitesse in de media vaak geprezen als de beste voetballende ploeg van de Eredivisie. Met Feyenoord en AZ vocht Vitesse tot op de laatste speeldag om de derde plek en een direct Europees ticket. Uiteindelijk behaalde Bosz met Vitesse Europees voetbal door de play-offs winnend af te sluiten. Na het het seizoen 2014/2015 werd Bosz genomineerd voor de Rinus Michels Award. PSV-Coach Phillip Cocu ging er uiteindelijk met de prijs vandoor.
Na zijn tweede seizoen bij Vitesse ontstond er interesse van buitenlandse clubs voor Bosz. Maccabi Tel Aviv toonde concrete belangstelling. In de winterstop van het seizoen 2015/16 maakte Bosz bekend per direct weg te gaan bij Vitesse. Hij werd opgevolgd door zijn assistent Rob Maas.

### Maccabi Tel Aviv
In december 2015 haalde technisch directeur Jordi Cruijff per direct Bosz naar Maccabi Tel Aviv, de regerend landskampioen van Israël. Begin maart 2016 was Johan Cruijff vlak voor zijn dood op bezoek bij zijn zoon Jordi in Tel Aviv, waar hij ook geanimeerd met Bosz optrok. Beelden daarvan gingen de wereld over als de laatste bewegende beelden van Cruijff. Bosz beëindigde zijn eerste seizoen met de ploeg op de tweede plek, met twee punten minder dan kampioen Hapoel Beer Sheva. Drie dagen later verloor Bosz met Maccabi de finale van de nationale beker, met 1–0 van Maccabi Haifa.

### Ajax
Na een korte carrière bij Maccabi trad hij in dienst bij Ajax als opvolger van Frank de Boer. Bosz maakte op 26 juli 2016 zijn debuut in de UEFA Champions League als hoofdcoach bij zijn eerste officiële wedstrijd. Bij dit optreden speelde Ajax thuis in de derde kwalificatieronde met 1-1 gelijk tegen PAOK Saloniki, waarna het zich door een 1-2 winst in Thessaloniki plaatste voor de Play-offs Champions League en daarmee Europees voetbal (groepsfase in de Europa League) veilig stelde. Een ronde verder, tijdens de play-offs, werd Ajax uitgeschakeld voor deelname aan de Champions League van dit seizoen. De Amsterdammers kwamen er in en tegen het Russische FK Rostov niet aan te pas en verloren uit met 4-1 van RK Rostov, na een 1-1 gelijkspel in de thuiswedstrijd (aggregate: 2-5). Ook in de competitie kende de ploeg, mede vanwege de grote wijzigingen in de manier van spelen, een stroeve start.
Na enige tijd ging Ajax echter beter draaien met een vast basiselftal. Later werd door Bosz de KNVB Bekerwedstrijd tegen Willem II (5-0), aangewezen als het omslagpunt, waarbij de slechte resultaten omgezet werden in het spel en resultaat dat Bosz, volgens de Cruyff-filosofie, voor ogen had. Als gevolg hiervan belandden veel spelers die van vaste waarde waren in het voorgaande seizoen op een zijspoor. Op 15 december verloor Ajax van SC Cambuur met 2–1 in de achtste finale van de KNVB Beker, waardoor het hiervoor uitgeschakeld werd. Ondanks het slechte resultaat in de beker, liet Ajax wel van zich spreken in de UEFA Europa League. In de groepsfase vierde Ajax thuis zijn vijfde overwinning, tegen Panathinaikos FC (2-0) met een opmerkelijk jonge ploeg, waardoor de Amsterdammers groepswinnaar werden. Verder Europees succes lonkte, doordat achtereenvolgend Legia Warschau (1-0) en FC Kopenhagen (3-2) door het equipe van Bosz verslagen werden, in tweeluiken gedurende de knock-out fase van de Europa League. Na veertien jaar plaatste Ajax zich hierdoor weer voor een kwartfinale van een Europees hoofdtoernooi. In de return van deze kwartfinale tegen Schalke 04 werd het verlies met tien man beperkt tot 3-2, overigens pas na de verlenging. Dat volstond na de 2-0 thuiszege van een week eerder. Na dit succes lootte Ajax thuis Olympique Lyonnais als tegenstander voor de halve finale; de eerste halve finale voor Ajax sinds twintig jaar.
Met Feyenoord vocht Ajax nationaal om het landskampioenschap. Drie dagen na het Europese avontuur ging Ajax met 1-0 onderuit bij PSV Eindhoven, terwijl Feyenoord eerder op die dag won bij Vitesse (0-2), dat een week later in de, door hen gewonnen, bekerfinale speelden. Hierdoor liep de achterstand tussen Ajax en Feyenoord op tot vier punten, met nog twee competitiewedstrijden te spelen. Na een competitieloze voetbalweek verloor Feyenoord verrassend bij Excelsior (3-0). Door deze nederlaag en de winst van Ajax in de ArenA tegen Go Ahead Eagles, hadden de Amsterdammers weer onverwachts hoop op de landstitel. Op 14 mei 2017 won Feyenoord echter met 3-1 tegen Heracles Almelo, waarmee in de laatste speelronde de titel veiliggesteld werd door de Rotterdammers. Ajax eindigde, ondanks een 1-3 overwinning op de slotdag bij Willem II, met één punt minder op de 2e plaats.
Door Olympique Lyonnais uit te schakelen in de halve finale van de Europa League (aggregate: 4-5), stond Ajax voor het eerst sinds 1996 weer in een Europese finale. In de week voor de finale tegen Manchester United in Solna, werd Bosz verkozen tot Trainer van het Jaar in de Eredivisie. Na het behalen van deze prestigieuze prijs, in zijn eerste jaar als hoofdtrainer van AFC Ajax, was het slotakkoord de Europa League-finale in Solna (Friends Arena). Een bijzondere wedstrijd, met echter een zwarte rand door een terroristische aanslag in Manchester op 22 mei (twee dagen voor de Europa League-finale). De wedstrijd eindigde in 0-2 voor Manchester United, waardoor Bosz met zijn ploeg naast de prijzen greep.
Voor met name de prestaties op Europees gebied oogstte Bosz lof bij binnenlandse en buitenlandse pers. Na de Europa League finale ontstond er interesse van buitenlandse clubs voor Bosz. Borussia Dortmund toonde concrete belangstelling. De club meldde zich bij Ajax voor een overgang van de trainer, die zelf ook het gesprek met de Duitse club aanging. In dezelfde periode kwam naar buiten dat er een interne machtsstrijd heerste binnen Ajax. Al vroeg in het seizoen zou er een bekoelde relatie zijn in de technische staf (o.a. met Dennis Bergkamp en Hennie Spijkerman), mede omdat de visies te ver uiteen liepen. Door de onwerkbare situatie zette Bosz extra zijn zinnen op een vertrek naar de club uit Noordrijn-Westfalen.

### Borussia Dortmund
Met ingang van het seizoen 2017/18 werd Bosz hoofdcoach van Borussia Dortmund. Hij tekende voor twee jaar. Naast Krüzen maakte ook Albert Capellas, voormalig assistent-trainer van Bosz bij Vitesse, de overstap naar Dortmund. Met de komst van de Spanjaard gaat Bosz weer verder met dezelfde technische staf als in het seizoen 2013/14 bij Vitesse. Op 5 augustus 2017 verloor Bosz, bij zijn officiële debuut, de Duitse supercup van Bayern München in de strafschoppenserie (5-4), nadat na reguliere speeltijd een 2-2 stand was bereikt. Bosz kende net als bij Ajax, mede vanwege de grote wijzigingen in de manier van spelen, een stroeve voorbereiding. Na enige tijd ging Dortmund echter beter draaien met een vast basiselftal. Na vijf competitiewedstrijden hadden Die Schwarzgelben al dertien punten en daarmee ging Bosz aan de leiding in de Bundesliga. Tevens zorgt het team voor een nieuw clubrecord. Nog nooit eerder slaagde Dortmund er in om in de eerste vijf competitiewedstrijden de nul te houden. Na een flitsende seizoenstart namen de zorgen voor Bosz weer toe. Zo werd topschutter Pierre-Emerick Aubameyang door Bosz disciplinair geschorst en transformeerde de voorsprong van vijf punten op Bayern München in korte tijd tot een achterstand. Sinds oktober boekten de Borussen geen enkele competitiezege meer. Ook in de groepsfase van de UEFA Champions League werd geen enkele keer gewonnen. Alleen in het Duitse bekertoernooi werd er gewonnen van derdeklasser 1. FC Magdeburg. Bosz kreeg wederom veel kritiek over zich heen. Hoewel de clubleiding achter de trainer stond, bereidde Dortmund zich volgens de Duitse media al voor op ontslag. In de groepsfase van de Champions League eindigde Borussia Dortmund als derde in groep H. Door de nederlaag van Apoel Nicosia bij Tottenham Hotspur, ging Dortmund op doelsaldo door in de UEFA Europa League met twee punten uit zes wedstrijden. De club gaf hem op 10 december 2017 vervolgens na 163 dagen zijn ontslag.

### Bayer Leverkusen
Na ruim een jaar zonder club tekende Bosz in december 2018 een contract voor anderhalf jaar bij Bayer Leverkusen. Hij werd hier de opvolger van Heiko Herrlich, die werd ontslagen na een teleurstellende seizoenshelft. Hij nam wederom Krüzen mee als assistent-trainer. Toen Bosz eind december werd aangesteld bij Leverkusen, stonden de Duitsers negende in de Bundesliga. Met attractief voetbal klom Leverkussen uiteindelijk naar de vierde plaats. Hierdoor kwalificeerde die Werkself zich voor de groepsfase van de UEFA Champions League. In zijn tweede seizoen eindigde Leverkusen op de vijfde plaats. Daarnaast leidde hij Leverkusen naar de nationale bekerfinale, die met 4-2 van Bayern München werd verloren. In het derde seizoen deed Leverkusen bij het ingaan van de winterstop bovenin mee, maar na de jaarwisseling kwam de klad erin. Leverkusen won slechts vier van de laatste zeventien wedstrijden en werd uitgeschakeld in het Duitse bekertoernooi en in de Europa League. In de competitie zakte de ploeg naar de zesde plaats. Op 23 maart 2021 werd Bosz per direct ontslagen.

### Olympique Lyonnais
Enkele maanden later, op 29 mei 2021, werd bekend dat Bosz werd aangesteld als hoofdtrainer van het Franse Olympique Lyonnais. Hier volgde hij Rudi Garcia op en tekende een contract voor twee seizoenen. Hier werd hij in oktober 2022 wegens tegenvallende resultaten ontslagen. Diezelfde maand kwam er een ESPN DOC over hem uit: Boszbal. De documentaire werd in het voorjaar van 2023 op RTV Oost uitgezonden.

### PSV
Op 11 juni 2023 maakte PSV bekend dat Bosz als de nieuwe hoofdtrainer was aangesteld. Bosz tekende een driejarig contract bij de Eindhovenaren. In de transferzomer van dat jaar zag Bosz smaakmaker Xavi Simons vertrekken. Op 4 augustus 2023 won hij met PSV de Johan Cruijff Schaal 2023, door met 0-1 in Rotterdam van Feyenoord te winnen. Noa Lang maakte het enige en winnende doelpunt en moest Xavi Simons doen vergeten. De Johan Cruijff Schaal was Bosz' eerste prijs in negentien jaar.
Op 8 augustus versloeg zijn team Sturm Graz in de Champions League-play-offs. Na Sturm Graz moest PSV met Rangers afrekenen, dat lukte in eigen huis door met 5-1 te winnen. PSV bereikte daardoor voor het eerst in vijf jaar de Champions League. De rentree van PSV begon met een 0-4 verloren wedstrijd tegen Arsenal. Op 8 november boekte PSV de eerste Champions League-overwinning sinds 2015. Het werd in Eindhoven 1-0 tegen RC Lens. PSV verzekerde overwintering op het hoogste Europese niveau door te winnen van voetbalgrootmacht Sevilla met 2-3. Het lukte PSV voor het eerst in de Champions League om een 2-0 achterstand om te buigen naar een overwinning, dit was tevens ook de eerste keer sinds 2015 dat PSV zich wist te plaatsen voor de achtste finale van het toernooi. In de laatste wedstrijd werd in Eindhoven knap gelijkgespeeld tegen groepswinnaar Arsenal. Bij de loting voor de 1/8 finales werden ze vervolgens gekoppeld aan Borussia Dortmund. Thuis werd het 1-1 door goals van Malen en de Jong. Uit verloor PSV door een vroege goal van Sancho en late goal van Reus. 
In de eerste zeventien Eredivisie wedstrijden won z'n team. Zijn ploeg zette een record door twaalf wedstrijden te winnen met meer dan drie goals voor. PSV ging als koploper de winterstop in. 
In de tweede seizoenshelft verloor het team van Bosz maar één keer, dat was in speelronde 27 van N.E.C. en werd er daarnaast vier keer gelijkgespeeld. Aan het einde van het seizoen evenaarde het PSV van Bosz een record met het behalen van het hoogste doelsaldo in een seizoen van +90 (111–21) ten opzichte van Ajax in seizoen 1997/98 en eindigde PSV als tweede met het meeste aantal punten in een seizoen van 91 punten, maar verbrak het eigen clubrecord ten opzichte van seizoen 2014/15. Ook wist het team van Bosz in alle 34 competitiewedstrijden minimaal één doelpunt te maken, dat record werd verbroken ten opzichte van PSV in seizoen 2018/19 waar toen één wedstrijd niet werd gescoord. Daarnaast werd voetballer Luuk de Jong medetopscorer van de Eredivisie met 29 doelpunten.
PSV werd in dit seizoen kampioen in speelronde 32. Daarmee werd de 25ste landstitel voor de club veilig gesteld. De voorsprong op de nummer twee Feyenoord bedroeg zeven punten en de voorsprong op de nummer vijf Ajax bedroeg maar liefst 35 punten. Het was het eerste kampioenschap voor Peter Bosz op het hoogste niveau in een Europese competitie. Dit kampioensteam zette verschillende records neer, waaronder:
- de eerste 17 wedstrijden in de Eredivisie op rij allen gewonnen;
- alle 34 wedstrijden in de Eredivisie gescoord.

Aan het eind van het seizoen werd Bosz gekozen als trainer van het jaar.

### Trainersstatistieken
| Seizoen | Club               | Competitie           | Eindstand competitie                                    | Bijzonderheden                                                            |
| ------- | ------------------ | -------------------- | ------------------------------------------------------- | ------------------------------------------------------------------------- |
| 1999/00 | AGOVV Amateurs     | Zondag Hoofdklasse C | 10e                                                     |                                                                           |
| 2000/01 | AGOVV Amateurs     | Zondag Hoofdklasse C | 3e                                                      |                                                                           |
| 2001/02 | AGOVV Amateurs     | Zondag Hoofdklasse C | 1e                                                      | Algeheel amateurkampioen                                                  |
| 2002/03 | De Graafschap      | Eredivisie           | 18e                                                     | Gedegradeerd uit de Eredivisie                                            |
| 2004/05 | Heracles Almelo    | Jupiler League       | 1e                                                      | Kampioen Eerste divisie                                                   |
| 2005/06 | Heracles Almelo    | Eredivisie           | 13e                                                     | Verlies play-offs voor Europees voetbal                                   |
| 2010/11 | Heracles Almelo    | Eredivisie           | 8e                                                      | Verlies play-offs voor Europees voetbal                                   |
| 2011/12 | Heracles Almelo    | Eredivisie           | 12e                                                     | Verlies KNVB Bekerfinale                                                  |
| 2012/13 | Heracles Almelo    | Eredivisie           | 12e                                                     |                                                                           |
| 2013/14 | SBV Vitesse        | Eredivisie           | 6e (8e na play-offs)                                    | Winterkampioen en verlies play-offs voor Europees voetbal                 |
| 2014/15 | SBV Vitesse        | Eredivisie           | 5e (4e na play-offs)                                    | Geplaatst voor Europees voetbal door winst play-offs (EL)                 |
| 2015/16 | SBV Vitesse        | Eredivisie           | 5e (bij vertrek in de winterstop naar Maccabi Tel Aviv) |                                                                           |
| 2015/16 | Maccabi Tel Aviv   | Ligat Ha'Al          | 2e                                                      | Verlies Nationale bekerfinale                                             |
| 2016/17 | Ajax               | Eredivisie           | 2e                                                      | Verlies UEFA Europa Leaguefinale en winnaar Rinus Michels Award           |
| 2017/18 | Borussia Dortmund  | Bundesliga           | 7e (bij ontslag)                                        | Verlies Duitse supercup, ontslagen op 10 december 2017                    |
| 2018/19 | Bayer Leverkusen   | Bundesliga           | 4e (9e bij aanstelling)                                 | Geplaatst voor Europees voetbal (CL)                                      |
| 2019/20 | Bayer Leverkusen   | Bundesliga           | 5e                                                      | Verlies DFB-Pokalfinale, geplaatst voor Europees voetbal (EL)             |
| 2020/21 | Bayer Leverkusen   | Bundesliga           | 6e (bij ontslag)                                        | Ontslagen op 23 maart 2021                                                |
| 2021/22 | Olympique Lyonnais | Ligue 1              | 8e                                                      |                                                                           |
| 2022/23 | Olympique Lyonnais | Ligue 1              | 9e (bij ontslag)                                        |                                                                           |
| 2023/24 | PSV                | Eredivisie           | 1e                                                      | Winst Johan Cruijff Schaal 2023, winterkampioen, kampioen eredivisie 2024 |
| 2024/25 | PSV                | Eredivisie           | 1e                                                      | Winterkampioen, kampioen eredivisie 2025                                  |

## Carrière als technisch manager

### Feyenoord
Vanaf het begin van het seizoen 2006/2007 tot en met 14 januari 2009 was Bosz technisch manager bij Feyenoord. In zijn eerste seizoen vielen de prestaties van het eerste elftal tegen en versterkingen werden noodzakelijk geacht. Feyenoord hing ondertussen ook op het randje van faillissement. De slechte situatie noopte de KNVB tot het onder curatele stellen van de club. Gedurende het seizoen 2006/2007 werd pijnlijk duidelijk dat de selectie na het vertrek van Kuijt en Kalou kwaliteit ontbeerde. Dit seizoen werd afgesloten met slechts een zevende plaats, de laagste klassering sinds 1991. Trainer Erwin Koeman kondigde uiteindelijk op 3 mei 2007 aan te stoppen als trainer.
Van het recordtransferbedrag dat Feyenoord ontving voor de verkoop van het vermaarde spitsenduo Kuijt en Kalou (K2) kon slechts een klein deel in nieuwe spelers worden geïnvesteerd. De nieuwe trainer Bert van Marwijk wist Giovanni van Bronckhorst, Roy Makaay, Tim de Cler en Kevin Hofland warm te maken om naar Feyenoord te komen. Bosz liet van zich horen door Denny Landzaat voor de neus van Ajax weg te kapen. Het seizoen werd afgesloten met een klassering buiten de top 5. Ditmaal werden de Rotterdammers zesde, hoewel na 17 wedstrijden er slechts een achterstand was van 1 punt op koploper PSV. Feyenoord won op 27 april 2008 wel de KNVB Beker, door Roda JC in de eigen Kuip met 2-0 te verslaan door goals van Landzaat en Jonathan de Guzmán. In het seizoen 2008/2009 beleefde Feyenoord echter opnieuw een teleurstellend seizoen en eindigde de club op de zevende plaats.
Op 14 januari 2009 vertrok trainer Gertjan Verbeek bij Feyenoord, nadat de spelersgroep het vertrouwen in hem opzegde. Hoewel de clubleiding volledig achter de trainer stond, werd er gekozen voor het kapitaal op het veld en werd de coach ontslagen bij Feyenoord. Bosz verklaarde zich solidair met Verbeek en stapte vlak daarna ook op.

## Erelijst

### Als speler
| Competitie            |           |                           |
| Competitie            | Aantal    | Jaren                     |
| Feyenoord             | Feyenoord | Feyenoord                 |
| --------------------- | --------- | ------------------------- |
| Eredivisie            | 1x        | 1992/93                   |
| KNVB Beker            | 3x        | 1991/92, 1993/94, 1994/95 |
| AGOVV                 |           |                           |
| Zondag Derde klasse B | 1x        | 1984/85                   |

### Als trainer
| Competitie                           |                 |                  |
| Competitie                           | Aantal          | Jaren            |
| AGOVV Apeldoorn                      | AGOVV Apeldoorn | AGOVV Apeldoorn  |
| ------------------------------------ | --------------- | ---------------- |
| Zondag Hoofdklasse C                 | 1x              | 2001/02          |
| Algemeen zondagkampioenschap         | 1x              | 2001/02          |
| Algeheel amateurkampioenschap        | 1x              | 2001/02          |
| Heracles Almelo                      |                 |                  |
| Eerste divisie                       | 1x              | 2004/05          |
| Vitesse                              |                 |                  |
| Play-offs voor de UEFA Europa League | 1x              | 2014/15          |
| PSV                                  |                 |                  |
| Johan Cruijff Schaal                 | 2x              | 2023, 2025       |
| Eredivisie                           | 2x              | 2023/24, 2024/25 |

### Persoonlijke prijzen
- Rinus Michels Award (Coach van het Jaar): 2016/17, 2023/24, 2024/25

## Privé
Bosz is de vader van Gino Bosz, die onder andere bij Go Ahead Eagles speelde. Zijn andere zoon Sonny Bosz is performance analist en werkte onder meer bij Vitesse. Bosz is de oom van youtuber BeautyNezz.